# Bela Lugosi e il gorilla di Brooklyn
Bela Lugosi e il gorilla di Brooklyn (Bela Lugosi Meets a Brooklyn Gorilla) è un film comico del 1952 diretto da William Beaudine.

## Trama
All'inizio del film, viene mostrata la selvaggia giungla di un'isola misteriosa con tutti i suoi feroci animali (tigri, iene, pitoni, poiane e leoni). Nell'isola vivono degli indigeni che trovano due ragazzi svenuti che si rivelano essere Sammy Petrillo e Duke Mitchell (parodia del duo comico formato da Jerry Lewis e Dean Martin). I due sono finiti sull'isola mentre si stavano recando a fare uno spettacolo a Guam ma per sbaglio sono caduti dall'aereo nel tentativo di cercare il bagno. A questo punto, gli indigeni fanno una grande festa per celebrare i due nuovi arrivati con danze tipiche ma Sammy si lamenta del fatto che Duke è riuscito a conquistare Nona, la figlia del capo tribù ed unica a saper parlare correttamente l'inglese, così quest'ultima gli propone la sua robusta sorella Soloma. Sammy, disgustato, fugge nella giungla per sfuggire a Saloma. Nel frattempo, Nona accompagna Sammy e Duke al castello del Dr. Zabor, scienziato e unico uomo bianco sull'isola. Zabor è riuscito a inventare un siero in grado di de-evolvere gli esseri umani. Zabor, quindi, manda il suo assistente Chula a catturare Duke per usarlo come cavia. Quando Sammy e Nona vanno a vedere se Duke è nel castello scoprono con orrore che esso è diventato un gorilla. Si scopre che Zabor ha sperimentato il siero proprio su Duke perché era geloso del rapporto che si era creato tra lui e Nona. Sammy riesce a fare evadere Duke dal castello ma Zabor, nel tentativo di uccidere Duke con un fucile, finisce per colpire Sammy. Alla fine si scoprirà che il tutto era solo un sogno di Sammy. I due alla fine andranno sul palcoscenico del nightclub The Jungle Hut nel New Jersey esibendosi con la canzone Deed I Do di Fred Rose.